# Leioproctus pallidus
Leioproctus pallidus är en biart som först beskrevs av Jesus Santiago Moure och Urban 1995.  Leioproctus pallidus ingår i släktet Leioproctus och familjen korttungebin. Inga underarter finns listade i Catalogue of Life.